# Iêmen do Norte

Localização do Iêmen do Norte na Península Arábica

Bandeira do Iêmen do Norte: Reino do Iêmen (1927–1962)

Bandeira do Iêmen do Norte: República Árabe do Iêmen (1962–1990)

Iêmen do Norte é um termo usado para designar a República Árabe do Iêmen (1962-1990) e o seu antecessor, o Reino do Iêmen (1918-1962), que exerceram soberania sobre o território que atualmente constitui a parte noroeste do Iêmen, ao sul da Arábia.
Nem sempre o Estado em si foi designado como "Iêmen do Norte" e o termo só entrou em uso geral quando a Federação da Arábia do Sul conquistou a independência como República Popular do Iêmen do Sul em 1967, fazendo necessária tal distinção. Antes de 1967, o Norte era conhecido na forma abreviada simplesmente como "Iêmen". Em 1970, o Iêmen do Sul mudou seu nome para República Popular Democrática do Iêmen eliminando assim qualquer referência direcional em ambos os nomes oficiais dos Iêmens, porém a existência de dois Iêmens preservaria as designações "Iêmen do Norte" e "Iêmen do Sul" na linguagem popular. Formas alternativas foram "Iêmen (Saná)" para o Iêmen do Norte e "Iêmen (Adem)" para o Iêmen do Sul devido as suas respectivas capitais.
A fusão dos dois Iêmens em 1990 encerrou a associação do termo com um Estado independente, entretanto "Iêmen do Norte" continua a ser usado para se referir à área da antiga República Árabe do Iêmen e a sua história e, anacronicamente, as políticas e eventos pré-1967 (por exemplo, ao Reino do Iêmen ou a Guerra Civil do Iêmen do Norte).